# Nilo Azzurro (Sudan)
La wilaya del Nilo Azzurro (in arabo  النيل الأزرق‎?, traslitterato: al-Nīl al-azraq; chiamato al-Wusta dal 1991 al 1994) è uno degli stati del Sudan. 
Ha una superficie di 45.844 km2 e una popolazione di 832.112 abitanti. 
al-Damāzīn  (in arabo الدمازين‎?) è la sua capitale.
Governatore dello Stato è Malik Agar, appartenente al partito di Movimento di Liberazione del Popolo Sudanese capeggiato da Salva Kiir Mayardit.
L'opposizione del governo centrale di Khartoum alla possibilità prevista dal trattato di Pace del 2005 che con un nuovo referendum questa zona possa decidere se restare con il Sudan o passare al Sudan del Sud sta provocando violenti scontri e rischi di pulizia etnica specie per le tribù che sostengono il Movimento di Liberazione del Popolo Sudanese che attualmente governa il Sudan del Sud. Una situazione simile si sta producendo anche nella zona delle Montagne di Nuba.

## Altre città
- al-Ruṣayriṣ (in arabo الروصيرص‎?)
- al-Kurumūk (in arabo ﺍﻟﻜﺮﻤﻮﻙ‎?)